# NK Hajduk Hercegovac
NK Hajduk je nogometni klub iz Hercegovca.

## Povijest
Nogometni klub Hajduk Hercegovac osnovan je 1923. godine.
Klubu su dali mještani sela ime Hajduk po uzoru na HNK Hajduk Split. 
Prvi predsjednik bio je Vaclav Petr. Klupska boja je zeleno-bijela. Svoje prve utakmice Klub odigrava s klubovima iz Garešnice, Bjelovara, Pakraca, Lipika, Daruvara i Velikih Zdenaca.
Tijekom međuraća djelovao je kao divlji klub.
Trenutačno se natječe u 1. ŽNL Bjelovarsko-bilogorske županije.
NK Hajduk Hercegovac je dobitnik županijske plakete Tihomir Trnski, 2023. godine koja je dodijeljena zbog izuzetnih rezultata na području sportskog dijelovanja u županiji.

## Uspjesi
- 1999. godine klub je bio finalist županijskog Kupa, te ostvaruje plasman u završnicu Hrvatskog nogometnog kupa za sezonu 1999/2000. ulaskom među 48 najboljih momčadi u Hrvatskoj. U pretkolu toga natjecanja Hajduk je poražen od BSK Bazinatoursa iz Buka.

- U sezoni 2004/05. po drugi puta postaje finalist Županijskog nogometnog kupa, te tako još jednom ostvaruje plasman u završnicu Hrvatskog nogometnog kupa za sezonu 2005/2006. U pretkolu ovog natjecanja Hajduk gubi u Hercegovcu protiv ZET-a iz Zagreba.

## Vanjske poveznice
- Službene stranice NK Hajduk Hercegovac  Arhivirana inačica izvorne stranice od 19. travnja 2009. (Wayback Machine)
- Službene stranice Grobljana Hercegovac